# Hans Standhardt

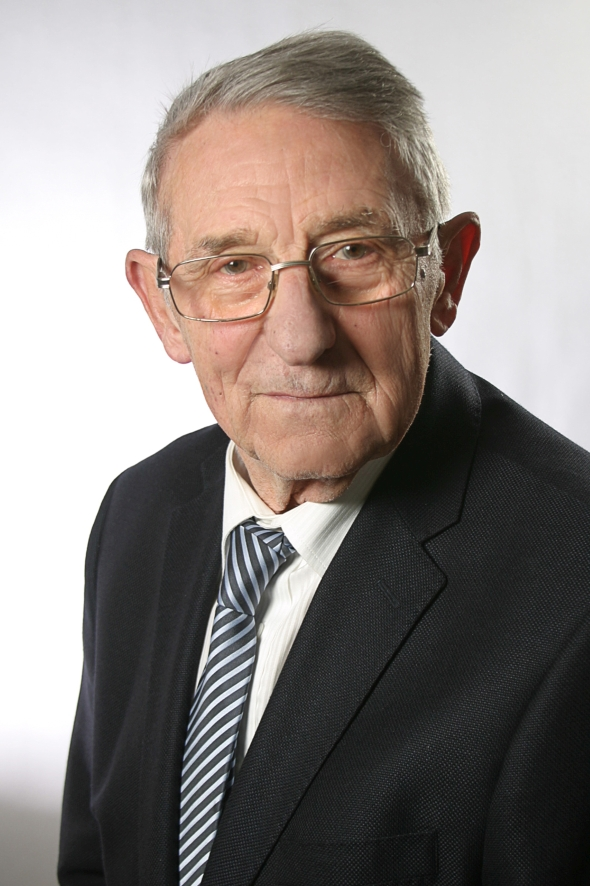
Hans Standhardt

Hans Standhardt (* 21. Februar 1928 in Magdeburg; † 22. Februar 2017 ebenda) war ein deutscher Ingenieur. Er war bis 1992 Chefkonstrukteur bei SKL Magdeburg und dort für die Weiterentwicklung der mittelschnelllaufenden Viertakt-Dieselmotoren zuständig.

## Leben
Hans Standhardt erlernte nach Kriegsende, das er noch als Flakhelfer (Luftwaffenoberhelfer in der 2. Schweren Flakabteilung 495 und der Schweren Flakbatterie 205/3, Arbeitsmann in der Abteilung 1/132 des Reichsarbeitsdienstes, Panzer-Grenadier im Panzer-Grenadier Ersatzbataillon 73 sowie englische Gefangenschaft in Lauenburg und Munsterlager) erlebte, den Beruf eines Kfz-Handwerkers (Motorenschlosser bei BMW und der DERUNAPHT (Deutsch-Russische Naphta Aktiengesellschaft) in Magdeburg). Diesen übte er bis 1951 aus.
Nach seiner Delegierung zum Studium, das er 1951 bis 1954 an der Staatlichen Ingenieurschule Magdeburg absolvierte sowie einigen Praktika (Prüfstandfahrer im Dampfmaschinenbau des SKL und als technischer Zeichner im Konstruktionsbüro für Dieselmotoren des SKL), begann er 1954 seine Tätigkeit im Konstruktionsbüro „Dieselmotoren“ des SKL Magdeburg.
Zunächst beschäftigte er sich mit Drehschwingungsproblemen. Mit der Bildung des Leit-BEK „Dieselmotoren“ in Magdeburg eröffnete sich ihm die Möglichkeit, sich umfassend über den Stand der Technik auf dem Gebiet der Entwicklung hochaufgeladener 4-Takt-Motoren zu orientieren. Erste Patentanmeldungen aus dieser Zeit fanden im Zeitraum 1957 bis 1963 ihre Anwendung bei der Entwicklung des ersten hochaufgeladenen 4-Takt-Dieselmotors der DDR. Das Versuchsmuster dieses Motors wurde zwar gebaut und erprobt und zeigte ausgezeichnete Ergebnisse, jedoch Bedenken der traditionellen SKL-Motoren-Abnehmer verhinderten damals eine Fertigungsaufnahme.
Die unter seiner Leitung 1964 aufgenommene Entwicklung der Typenreihe VD26/20 führte ab 1969 zur Überleitung dieser Typenreihe der 3. Motoren-Generation in das Produktionsprogramm des SKL. 3000 gebaute Motoren dieser Typenreihe, als Schiffhaupt- und -hilfsmotoren sowie im Generatorenbetrieb eingesetzt, versehen sowohl auf Frachtschiffen und Fischereifahrzeugen als auch in Elektro-Land-Stationen ihren Dienst.
Nach der Bildung des Kombinates SKL wurde ihm die Leitung der Konstruktion des 12 VD48/42AL-2, des bis 1989 größten im RGW (Rat für gegenseitige Wirtschaftshilfe) entwickelten 4-Takt-Dieselmotors, übertragen und die Entwicklung mit der Produktionseinführung 1975 im Kombinatsbetrieb VEB Maschinenbau Halberstadt abgeschlossen. Die sich ab 1978 anschließende Entwicklung der Typenreihe VDS24/24AL, die ab 1985 zum Produktionsprogramm des SKL-Magdeburg gehörte, war eine an den Erfahrungsträgern orientierte naheliegende Entscheidung. Besonders am VDS24/24 wurden durch ihn eine Reihe neuer Konstruktionslösungen, die zum wesentlichen Teil als Patente bestätigt wurden, eingeführt.
1979 erfolgte die Ernennung zum Oberingenieur und im Jahre 1987 die Erteilung des akademischen Grades Diplom-Ingenieur der Technischen Hochschule Magdeburg „Otto von Guericke“ aufgrund hervorragender konstruktiver und erfinderischer Leistungen mit der Abschlussnote „sehr gut“.
Über viele Jahre war er Leiter des Fachunterausschusses Konstruktion des SKL, in dem die Chefkonstrukteure der Kombinatsbetriebe regelmäßig ihre Erfahrungen austauschten.
41 Motorenkonstruktionen, 138 Patentanmeldungen (davon 45 im Ausland), die durch ihn selbst oder unter seiner maßgeblichen Mitwirkung entstanden, sind im Laufe der Jahre zum Allgemeingut des nationalen und internationalen Motorenbaues geworden, dies auch durch eine Reihe von Veröffentlichungen in internationalen Fachzeitschriften.
1995 war er freiberuflich als Entwicklungsleiter für Gasmotoren im Elbewerk Roßlau (Elbe) tätig. In den Jahren 1995 bis 2000 sowie 2007 bis 2012 war er freiberuflicher Entwicklungsleiter für Diesel-Gas-Motoren und Schwerölmotoren in der Maschinenbau Halberstadt GmbH. Von 2000 bis 2014 konstruierte er eine neue Motorenfamilie (11 Baureihen) u. a. mit VVT (Variable Ventilsteuerung), Bohrungsdurchmesser 160–640 mm.
Sein umfangreiches Fachwissen auf dem Gebiet der Motorenentwicklung stellte er bis 2014 noch als Berater zur Verfügung.

## Familie
Hans Standhardt war verheiratet und hatte zwei Söhne. 

## Auszeichnungen
Als Parteiloser fand sein engagiertes Wirken in der DDR Anerkennung durch die Verleihung der Verdienstmedaille der DDR (1974), der Auszeichnung als Verdienter Erfinder (1974) sowie die Auszeichnung Banner der Arbeit, Stufe II (1975). Weiterhin die Goldmedaille (Leipziger Messe 1973, 1987) für den 6 VD 26/20 AL2 und VDS 48/42.